# Đạo Mẫu
Đạo Mẫu är en folkreligion i Vietnam som kretsar kring fyra modergudinnor. 
Fyra modergudinnor styr enligt Đạo Mẫu var sitt område av universum från ett palats tillägnat ett av naturens fyra element: himlens palats, som styrs av himlens modergudinna Mẫu Thượng Thiên; bergens palats (även känd som skogens palats), som styrs av bergens (eller skogens) modergudinna Mẫu Thượng Ngàn; vattenpalatset, som styrs av vattnets modergudinna Mẫu Thoải; och jordens palats, som styrs av jordens modergudinna Mẫu Địa. 

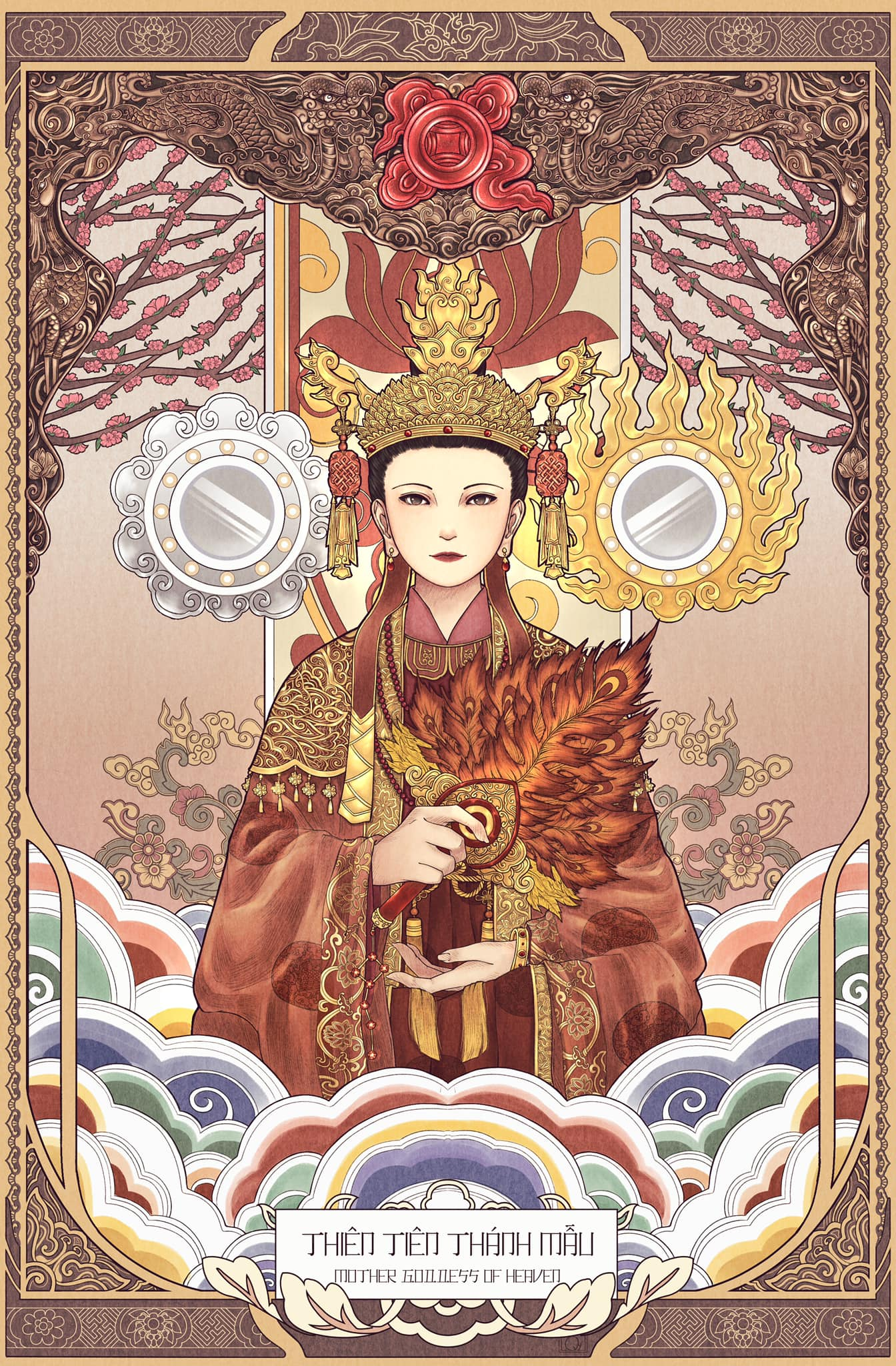
Mẫu Thượng Thiên, himmelens gudinna
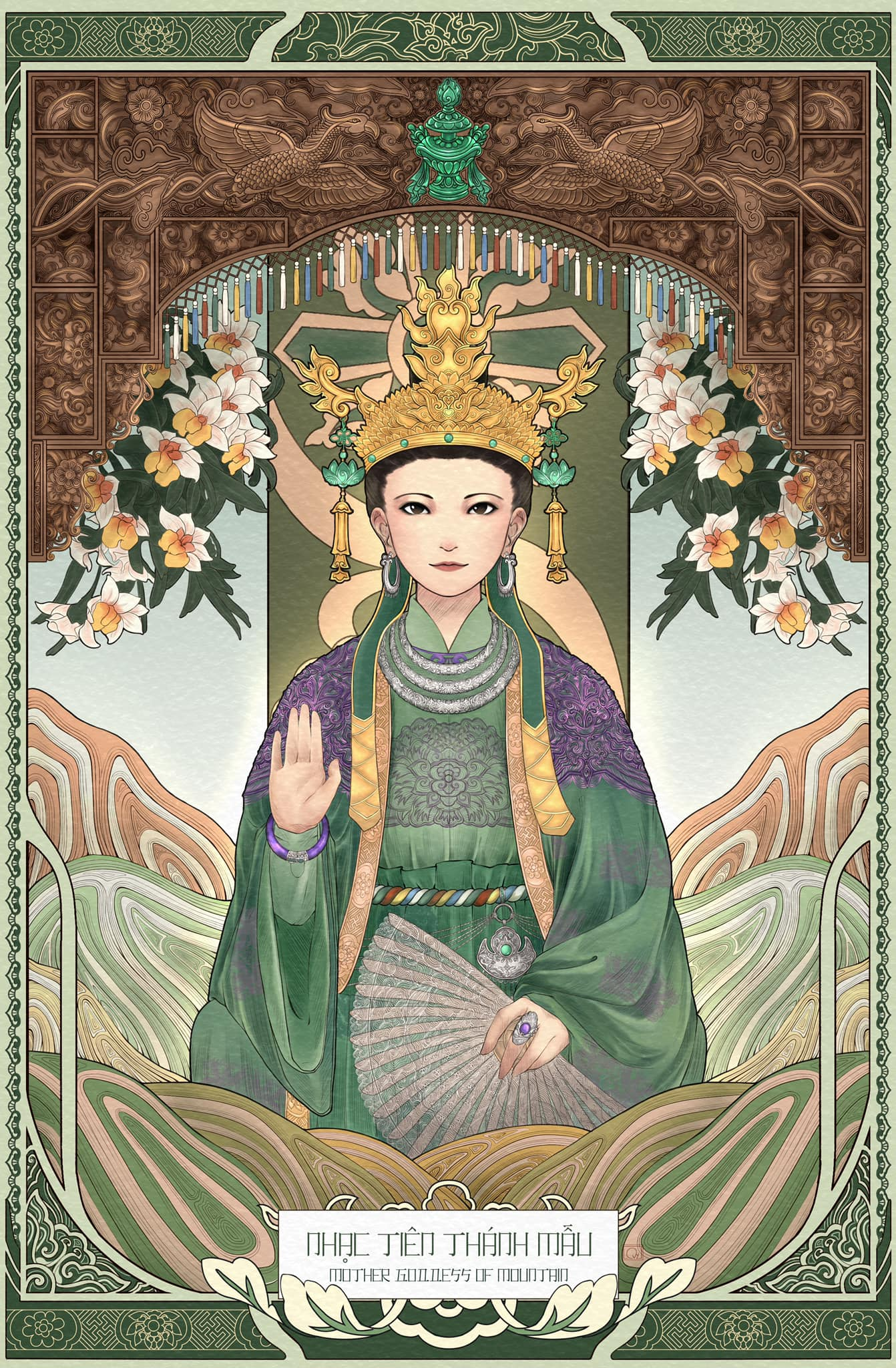
Mẫu Thượng Ngàn, skogens gudinna
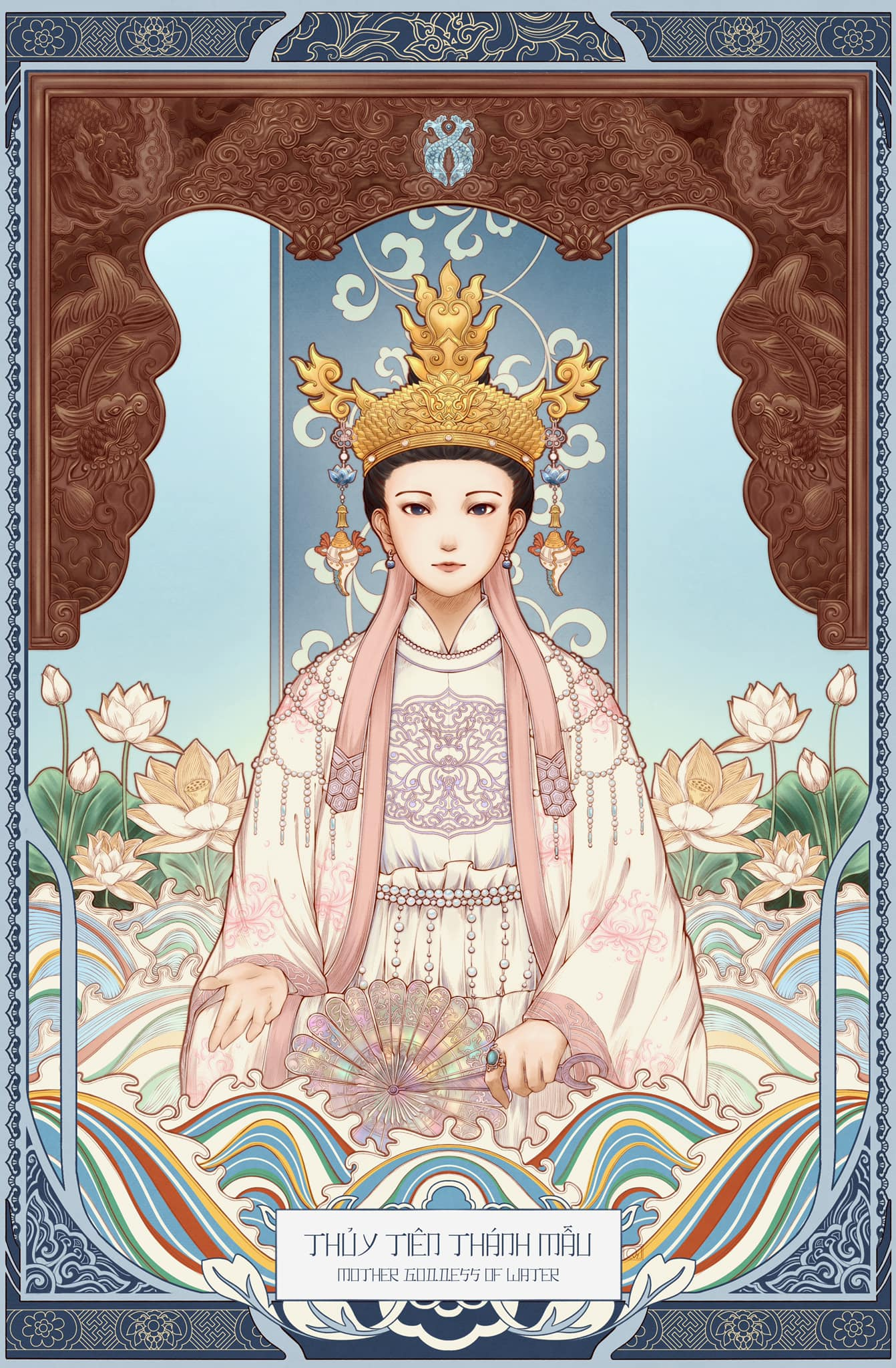
Mẫu Thoải, vattnets gudinna
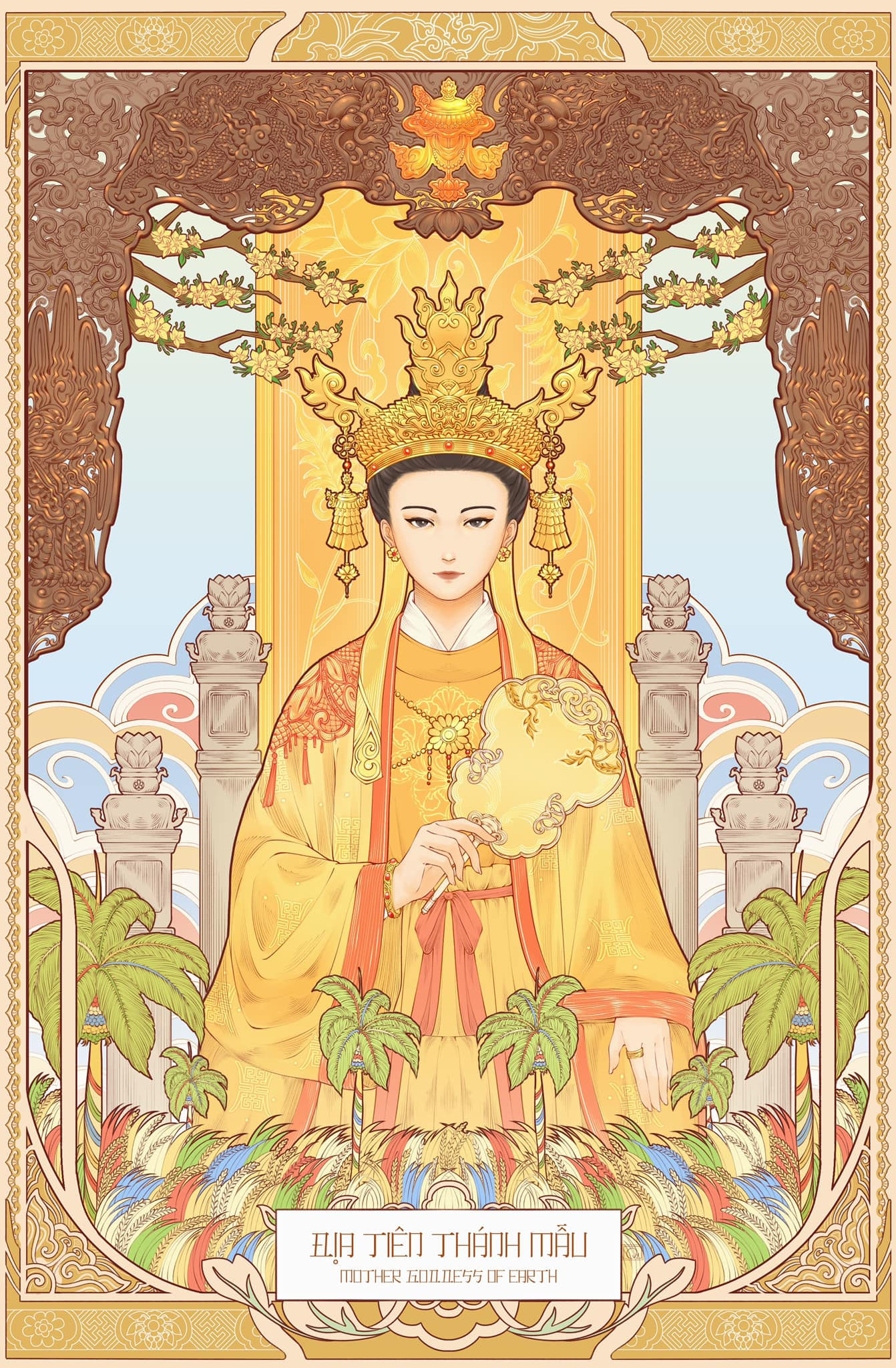
Mẫu Địa, jordens gudinna